# Anthophora uniciliata
Anthophora uniciliata is een vliesvleugelig insect uit de familie bijen en hommels (Apidae). De wetenschappelijke naam van de soort is voor het eerst geldig gepubliceerd in 1860 door Sichel.